# Aresh
Aresh – gaun wikas samiti w zachodniej części Nepalu w strefie Rapti w dystrykcie Rolpa. Według nepalskiego spisu powszechnego z 2011 roku liczył on 716 gospodarstw domowych i 4066 mieszkańców (2233 kobiety i 1833 mężczyzn).